# Erylus oxyaster
Erylus oxyaster är en svampdjursart som beskrevs av Lendenfeld 1910. Erylus oxyaster ingår i släktet Erylus och familjen Geodiidae.
Artens utbredningsområde är havet kring Galapagosöarna. Inga underarter finns listade i Catalogue of Life.